# Jane Leeves
Jane Leeves (Ilford, Londen, 18 april 1961) is een Britse actrice die vooral bekend is van haar rol als Daphne Moon in de Amerikaanse sitcom Frasier.

## Levensloop
Leeves werd geboren in het oosten van Groot-Londen in Engeland en groeide op in East Grinstead. Ze volgde balletlessen en werkte enige tijd als model, totdat ze voor het eerst in een film verscheen: ze was een topless engel in Monty Python's The Meaning of Life.
Op 21 december 1996 trouwde ze met Marshall Coben, een manager bij CBS Paramount Television. Ze hebben samen twee kinderen, Isabella Kathryn en Finn William. Haar zus Katie woont ook in Zuid-Californië met haar twee kinderen.
Ze is beste vrienden met voormalige Frasier-collega Peri Gilpin (Roz Doyle), met wie ze samen een productiemaatschappij heeft opgezet met de naam Bristol Cities.

## Carrière
Leeves begon haar acteercarrière in The Benny Hill Show en had een kleine rol in de videoclip van "California Girls" van David Lee Roth, maar ze werd pas enigszins bekend toen ze een rol kreeg in de sitcom Throb!.
Ze speelde regelmatig in de televisieserie Murphy Brown en dit zorgde voor haar eerste succesperiode. Ze speelde de rol van Audrey, de luidruchtige vriendin van Miles Silverberg (Grant Shaud). Leeves verscheen als Marla in vier afleveringen van Seinfeld. In dezelfde periode kreeg Leeves de rol van Holly in de Amerikaanse versie van de sciencefictionkomedie Red Dwarf.
Vanaf 1993 maakte ze deel uit van de cast van de televisieserie Frasier. Ze speelde hierin de excentrieke en wellicht helderziende Daphne Moon, een huishoudster/fysiotherapeute uit Manchester. Door deze rol werd ze populair en bekend. Toen de serie ten einde liep had Leeves een nominatie voor een Emmy Award ontvangen en was ze de best betaalde Britse actrice in Hollywood.
Leeves verscheen minder vaak in films, maar ze sprak wel een rol in in de animatiefilm James and the Giant Peach (1996) en ze acteerde in de films Miracle on 34th Street (1994) en Music of the Heart (1999).
In 2004 was ze gastpresentatrice van een aflevering van Have I Got News for You. Toen het nieuws bekend werd dat de BBC 188 journalisten naar de VS gestuurd had om verslag te doen van de presidentsverkiezingen, maakte ze de grap: "I can't believe that the BBC would spend money flying people all the way across the Atlantic just for a television programme." ("Niet te geloven dat de BBC geld uitgeeft om mensen naar de andere kant van de Atlantische Oceaan te laten vliegen, alleen maar voor een televisieprogramma").
Van 2010 tot 2015 had Leeves een van de hoofdrollen in de succesvolle comedy Hot in Cleveland, waarin ze de gefrustreerde vrijgezellin Joy Scroggs speelde. Hot in Cleveland werd in Nederland uitgezonden door Comedy Central. Van 2018 tot 2023 was ze een vast personage in de doktersserie The Resident als de hoofdarts Kit Voss.
- Bibsys: 5012549
- Bibliothèque nationale de France: cb150457255 (data)
- Catàleg d'autoritats de noms i títols de Catalunya: 981058518559506706
- International Standard Name Identifier: 0000 0001 1948 6459
- Library of Congress Control Number: n2003085010
- MusicBrainz: 9ae80fdd-fc14-4fe3-9b47-b29b3d4707be
- Nationale Bibliotheek van Israël: 987007449667705171
- Virtual International Authority File: 37201678
- WorldCat: E39PBJdGRk9xRFPGmdfTwjCxXd